# Kinga Gál
Pour les articles homonymes, voir Gál.
Dans le nom hongrois Gál Kinga, le nom de famille précède le prénom, mais cet article utilise l’ordre habituel en français Kinga Gál, où le prénom précède le nom.
Kinga Gál, née le 6 septembre 1970 à Cluj-Napoca (Roumanie), est une femme politique hongroise membre du Fidesz. Elle est élue députée européenne en 2004, et réélue depuis.

## Prises de position
Elle participe en 2025 pendant la guerre de Gaza, avec d'autres figures de l’extrême droite européenne pro-israélienne, à une « conférence internationale sur l'antisémitisme » en Israël, à l'invitation du gouvernement Netanyahou.